# Peter King (1. baron King)
Peter King, 1. baron King (ur. 1669 w Exeter, zm. 22 lipca 1734 w Ockham w hrabstwie Surrey) – brytyjski prawnik i polityk, lord kanclerz Wielkiej Brytanii.
W dzieciństwie interesował się wczesną historią Kościoła. W 1691 r. opublikował anonimowo An Enquiry into the Constitution, Discipline, Unity and Worship of the Primitive Church that flourished within the first Three Hundred Years after Christ. Praca ta zwróciła uwagę jego kuzyna, filozofa Johna Locke’a, który doradził ojcu Kinga, aby ten wysłał syna na Uniwersytet w Lejdzie. King studiował tam przez 3 lata. W 1694 r. został przyjęty do Middle Temple, a w 1698 r. został przyjęty do korporacji adwokackiej.
W 1700 r. został wybrany do Izby Gmin jako reprezentant okręgu Bere Alston. W parlamencie zasiadał do 1714 r., kiedy to został przewodniczącym Sądu Spraw Pospolitych. W 1725 r. został Lordem Kanclerzem i otrzymał tytuł parowski barona King, dzięki któremu zasiadł w Izbie Lordów. 14 listopada 1728 r. został członkiem Royal Society. W 1733 r. doznał porażenia mózgowego i został zmuszony do rezygnacji ze stanowiska. Zmarł w 1734 r. Tytuł parowski odziedziczył jego syn, John.
King opublikował w 1702 r. History of the Apostles’ Creed, która doczekała się wielu wznowień i została przetłumaczona na łacinę. Jako lord kanclerz rozstrzygał wiele precedensowych spraw, m.in. Coppin vs. Coppin z 1725 r. (testament rozporządzający ziemią w Anglii musiał spełniać wymogi angielskiego prawa, nawet jeśli sporządzony został za granicą) oraz Croft vs. Pyke z 1733 r. (wspólnicy są przede wszystkim odpowiedzialni za długi przedsiębiorstwa, dopiero potem za zaspokojenie spadkobierców wspólnika).
Oprócz najstarszego Johna (1706–1740) baronami King zostali także jego młodsi synowie – Peter (1709–1754), William (1711–1767) i Thomas (1712–1779).